# Не заходи в дом
«Не заходи в дом» (англ. Don't Go in the House), альтернативное название — «Не ходи в дом!» (англ. Don't Go into the House!) — психологический фильм ужасов, сценариста и режиссёра Джозефа Эллисона, в соавторстве с Эллен Хэммилл и Джо Мейсфилдом.

## Сюжет
Дональд Колер (Дэн Гримальди) одержим огнём. Воспоминания показывают происхождение его навязчивой идеи: когда он был молод, он страдал от жестокого обращения со стороны своей матери, которая держала его голые руки над газовой плитой, чтобы «выжечь из него зло». После смерти матери он намеревается отомстить любой женщине, которая на нее похожа.
Он дружит с флористом по имени Кэти (Джоанна Брушай). Она ведет его обратно в дом его матери, где он сбивает её с ног, раздевает догола и заковывает в цепи. Не обращая внимания на мольбы Кэти о пощаде, он поливает её бензином и сжигает из своего огнемёта. В течение следующих нескольких дней Донни убивает двух других женщин, сжигая их. Донни также сжигает труп своей матери и наряжает его в её спальне вместе с другими тремя мертвыми женщинами.
Он начинает сожалеть о своих действиях. Донни идёт в церковь, где рассказывает отцу Герритти (Ральф Д. Боуман) о жестоком обращении с ним матери и о своём желании убить. Отец Герритти убеждает Донни продолжить свою жизнь и оставить прошлое в покое.
Пытаясь остановить убийство, Донни принимает приглашение своего друга Бобби (Роберт Ост) пойти на двойное свидание. Донни появляется, но он застенчивый и неловкий. Когда женщина пытается вывести Донни на танцпол, она нечаянно держит его руки над зажжённой свечой на столе, что напоминает ему о жестоком обращении с ним в детстве. Донни сердито поднимает подсвечник и разбивает его о её голову, поджигая ей волосы.
Сбегая с дискотеки, от преследующего его и желающего отомстить брата девушки, которой он поджёг волосы, Донни сталкивается на улице с двумя пьяными девушками и ведет их к себе домой. Бобби пытается найти Донни и встречает отца Герритти по пути к дому Донни. Когда никто не открывает входную дверь, они ломают её и спасают двух женщин. Донни поджигает отца Герритти из своего огнемета, но Бобби удается потушить пламя и спасти его.
Донни укрывается в спальне своей матери. Голоса в его голове выражают свое разочарование в нём, а сгоревшие трупы оживают и нападают на него. Он отчаянно борется с ними, но умирает; они тащат его на пол, пока дом вокруг него горит дотла.
Финальная сцена изображает мальчика по имени Майкл, смотрящего репортаж о смерти Донни. Его мать ругает и бьёт его за то, что он не выключил телевизор, как она просит. Когда она выходит из комнаты, Майкл слышит те же голоса, что и Донни, и они говорят ему, что пришли «помочь» ему.

## В ролях
| Актёр           | Роль                  |
| --------------- | --------------------- |
| Дэн Гримальди   | Дональд Донни Колер   |
| Колин Маклннесс | молодой Дональд Колер |
| Чарли Бонет     | Бен                   |
| Билл Риччи      | Вито                  |
| Роберт Ост      | Бобби Таттл           |
| Рут Дардик      | миссис Колер          |
| Джоанна Брушай  | Кэти Джордан          |
| Ральф Д. Боуман | отец Герритти         |
| Джои Пешл       | сын Бобби Таттла      |
| Кристиан Исидор | Майкл                 |
| Эйлин Данн      | мать Майкла           |

## Музыка
Музыка к фильму была написана Ричардом Эйнхорном. В партитуре электроника смешана с оркестровыми и диссонирующими звуками. Саундтрек был выпущен Waxwork Records в 2019 году как двойной LP, что сделало его первым релизом саундтрека к фильму.

## Дискуссия
Несмотря на некоторые респектабельные критические замечания, фильм «Не заходи в дом» почти сразу вызвал споры из-за графического изображения смерти первой жертвы Колера и центральной темы жестокого обращения в детстве. Фильм был сокращен почти на три минуты, когда он был выпущен в Великобритании зимой 1980 года, но несокращённая версия была выпущена на видео лейблом Arcade в 1982 году — сознательно или нет, они рекламировали выпуск как «истинную» гадость «от Arcade», и он быстро попал в список запрещённых фильмов — DPP или «video nasties» — «видео-гадости» .. Обрезанная британская версия фильма была выпущена на видео лейблом «Apex» в апреле 1987 года, хотя фильм принял окончательный режиссёрский вид лишь в 2011 году.

## Релиз

### Релиз на DVD
«Не заходи в дом» был впервые выпущен на DVD компанией «DVD Ltd» — 2 декабря 1998 года. Позже он был выпущен на «Shriek Show» — 29 ноября 2005 года. «Shriek Show» позже переиздаст фильм — 5 февраля 2008 года, в составе трёхдискового пакета — «Grindhouse Psychos!».

### Критика
На веб-сайте агрегатора обзоров Rotten Tomatoes, «Не заходи в дом» имеет рейтинг одобрения 40 %, основанный на 5 отзывах критиков, со средним рейтингом 3,75 / 10.
«DVD Talk» поставил фильму три с половиной балла из пяти, написав, что «Не ходи в дом» — один из тех редких фильмов, который действительно хорошо работает, несмотря на то, что он копирует более известные фильмы «и» это горько. Уродливый и мерзкий маленький фильм ужасов, который ничего не делает и сегодня такой же убогий, как и тогда, когда его снимали. Он эффективен тем, что проникает в вашу кожу, несмотря на его низкобюджетный источник и очевидные недостатки". «Hysteria Lives!» дал фильму аналогичный рейтинг, написав: «мрачный — единственное слово для фильма психологического террора Джозефа Эллисона „и“ легко забыть, насколько нигилистической была большая часть американского жанрового кино, когда 70-е годы превратились в 80-е (особенно с лавиной сыра, которая была прямо за углом), но „Не заходи в дом“ — это холодное напоминание о временах, когда практически всё шло». В ретроспективе Дэйв Дж. Уилсон из «Dread Central» почувствовал, что фильм недооценили, и назвал его «мрачным, пугающим, мрачным и ужасным изображением трагических последствий жестокого обращения с детьми».[
«TV Guide» оценил фильм без звезд из пяти, назвав его «никчемным, отвратительным фильмом», а финал фильма назвал «сбивающим с толку». «Retro Slashers» сочли «Не заходи в дом» «очень скучной» пьесой, которая была опровергнута плохой игрой, а также отсутствием интриги и оригинальности. «The Terror Trap» присудила фильму смешанные две звезды из четырёх, заявив, что фильм имеет «мало ценности как» безумное «исследование характера», а также высоко оценил игру Гримальди и общую жуткость.